# Foho Mataulaun
Der Foho Mataulaun (kurz Mataulaun) ist eine Erhebung in der osttimoresischen Gemeinde Bobonaro. Sie liegt im Suco Leolima (Verwaltungsamt Balibo) und hat eine Höhe von 97 m. Nordwestlich liegt am Fuß des Hügels der Ort Megir und jenseits davon der Hügel Taruik Kakauman (86 m). Südlich erhebt sich der Foho Mataribig (285 m).